# Kalaha
Kalaha est une localité du nord de la Côte d'Ivoire, et appartenant au département de Korhogo, Région des Savanes. La localité de Kalaha est un chef-lieu de commune.